# جودی پیس
جودی لنتین پیس (انگلیسی: Judy Lenteen Pace؛ زادهٔ ۱۵ ژوئن ۱۹۴۲) بازیگر اهل ایالات متحده آمریکا است.

## بخشی از فیلمشناسی
از فیلم‌ها یا برنامه‌های تلویزیونی که وی در آن نقش داشته‌است می‌توان به آثار زیر اشاره کرد.
- شیرینی ثروت (۱۹۶۶)
- بتمن (مجموعه تلویزیونی) (۱۹۶۶)
- افسونگر (مجموعه تلویزیونی) (۱۹۶۶)
- روزهای زندگی ما (۱۹۶۷)
- راهبه پرنده (۱۹۶۷)
- خواب جینی را می‌بینم (۱۹۶۷)
- حادثه توماس کراون (فیلم ۱۹۶۸) (۱۹۶۸)
- تارزان (۱۹۶۸)
- پیتون پلیس (مجموعه تلویزیونی) (۱۹۶۸–۱۹۶۹)
- قورباغه‌ها (فیلم) (۱۹۷۲)
- شفت (مجموعه تلویزیونی) (۱۹۷۳)
- آیرونساید (مجموعه تلویزیونی) (۱۹۷۴)

## جوایز
وی برنده جوایزی همچون جایزه ایمیج شده‌است.